# 바코 (제조업체)
바코 NV(Barco NV)는 디지털 프로젝션 및 이미징 기술을 전문으로 하는 벨기에의 기술 기업이다. 3가지 핵심 시장에 초점을 두고 있다: 엔터테인먼트, 기업, 의료. 90개국에 3,600명의 직원이 있다. 이 기업은 400개의 특허를 받았다. 바코의 본사는 벨기에 코르트레이크에 있으며 유럽, 북아메리카, 아시아태평양 지역에 판매 및 마케팅, 고객 지원, R&D, 제조를 위한 자체 시설을 갖추고 있다. 바코의 지분은 유로넥스트 브뤼셀에 등재되어 있다.
바코라는 사명은 Belgian American Radio Corporation의 앞글자를 따서 지어진 이름이다. 바코는 1934년 포페린허에 설립되었다. 설립자 Lucien de Puydt의 초기 사업은 미국에서 수입한 부품들로 라디오를 조립하는 것이었으므로 사명은 Belgium American Radio Corporation, 즉 바코가 되었다.

## 인수 기업 목록
- 1997년 - 일렉트로닉 이미지 시스템스(Electronic Image Systems)
- 1998년 - 바코 ETS (현재의 Ucamco)
- 1999년 - Metheus Corporation
- 2004년 - Voxar
- 2004년 - Folsom Research, Inc.
- 2008년 - 하이 엔드 시스템스(High End Systems)
- 2010년 - Fimi
- 2010년 - 엘리먼트 랩스의 모든 지식 자산
- 2010년 - dZine
- 2012년 - IP 비디오 시스템스(IP Video Systems)
- 2012년 - JAOtech
- 2013년 - AWIND
- 2013년 - 프로젝션디자인(projectiondesign)
- 2014년 - X20 Media Inc.
- 2014년 - IOSONO GmbH
- 2015년 - Advan Int'l Corp.
- 2016년 - Medialon Inc.
- 2016년 - MTT 이노베이션
- 2019년 - Unilumin의 주식 중 5%